# Bonn-Express-Klasse
Bonn-Express-Klasse ist die Bezeichnung zweier Containermotorschiffe der Hamburger Reederei Hapag-Lloyd. Die Bonn-Express-Klasse bestand aus den Schiffen Bonn Express und Heidelberg Express, die 1989 in Betrieb genommen wurden.
Zusammen mit den im Grundentwurf ähnlichen späteren Bauten für die Reedereien COSCO und ZIM umfasste die Baureihe dieses zwischen 1989 und 1993 hergestellten Schiffstyps der Howaldtswerke-Deutsche Werft in Kiel neunzehn Einheiten.

## Beschreibung

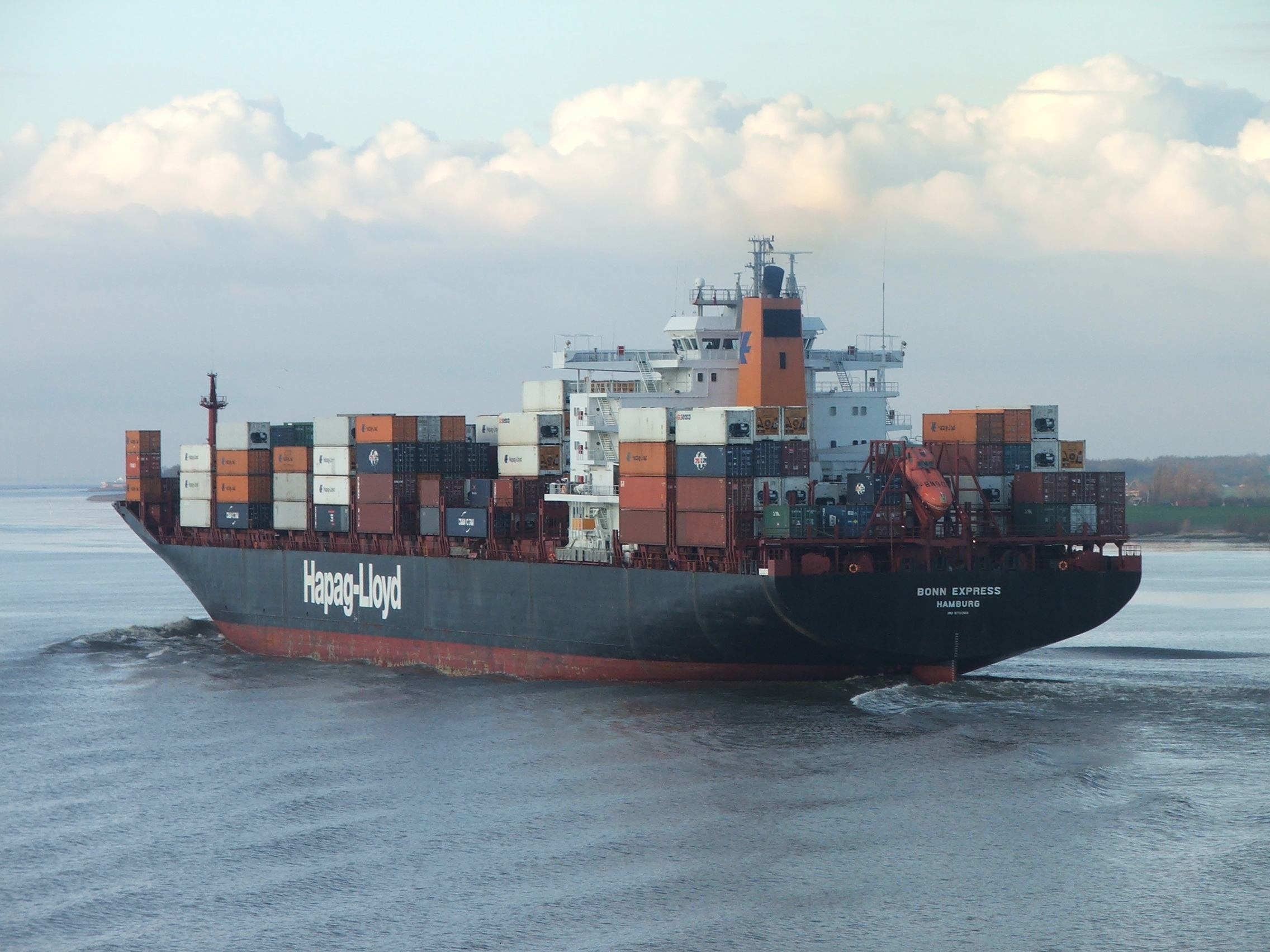
Die Bonn Express auf der Elbe

Die Schiffe der Bonn-Express-Baureihe zeichnen sich durch einige von den späteren gleich großen Bauten der Werft HDW abweichenden Merkmale aus: So sind die beiden Hapag-Lloyd-Schiffe mit den im Projekt Schiff der Zukunft entwickelten Ruderhäusern mit optimierter Rundumsicht und am Heck angeordneten Freifallrettungsbooten ausgerüstet. Die Schiffsaufbauten liegen bei Bonn- und Heidelberg Express eine Containerbay weiter vorne. 1992 wurden das Hapag-Lloyd-Containerschiffsduo um jeweils etwa 30 Meter verlängert, die meisten der späteren Bauten besaßen von Anfang an diese Länge.
ÖTV-Informationen zufolge wurde der Bau der beiden Hapag-Lloyd-Containerschiffe aus Mitteln des Militärhaushalts gefördert.

## Die Schiffe

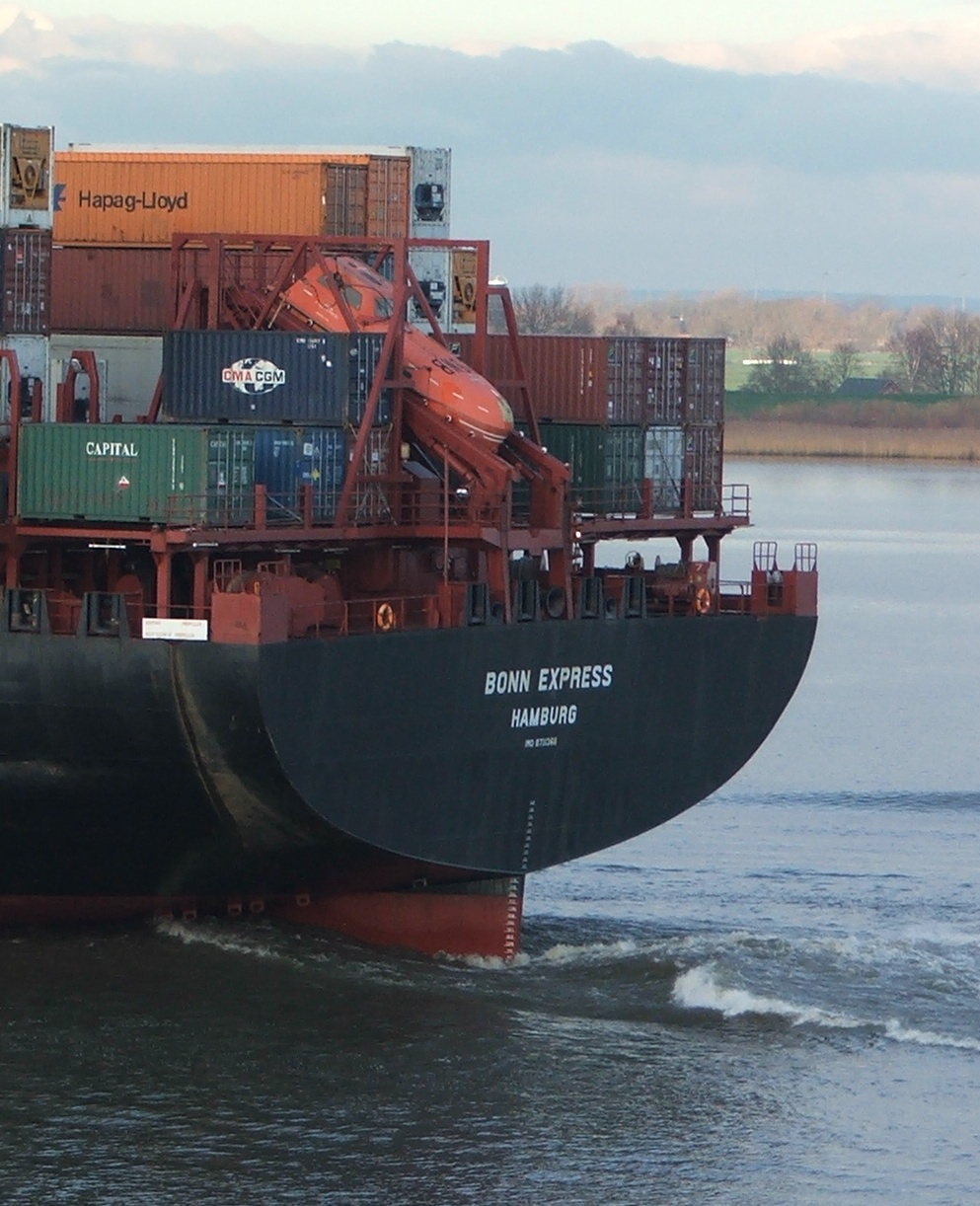
Das Heck der
Bonn Express

Es wurden 1989 zunächst zwei Schiffe für die Reederei Hapag-Lloyd gebaut.
- Bonn Express:[2][3] Das Schiff wurde ab dem 4. Februar 2015 in Aliağa in der Türkei verschrottet.[4][5]

- Heidelberg Express:[6][7] Das Schiff wurde ab Juni 2015 ebenfalls in Aliağa verschrottet.[8]

Drei etwas herkömmlicher entworfene Schiffe des Typs folgten 1989/90 für die chinesische Reederei COSCO: Min He, Dong He und Gao He. Diese drei Schiffe erhielten Cegielski/Sulzer Hauptmotoren.
Eine Serie von sieben Schiffen der späten Baureihe erhielt die israelische Reederei Zim Integrated Shipping Services Ltd. (ZIM) in den Jahren 1990 bis 1992 als ZIM-America-Klasse:  ZIM America, ZIM Canada, ZIM Italia, ZIM Korea, ZIM Japan, ZIM Hong Kong und ZIM Israel. Auch diese Schiffe erhielten Hauptmotoren von Cegielski/Sulzer.
1992/93 kam abschließend eine weitere Serie der Reedereien DSR-Senator und Choyang in Fahrt: St. Petersburg Senator, Choyang Volga, Hamburg Senator und Sovcomflot Senator. Innerhalb dieser Serie, die teilweise ebenfalls über eine sichtoptimierte Brücke anderer Formgebung und ein Freifallrettungsboot verfügte, wurden Hauptmotoren des Typs Bremer Vulkan/Sulzer 7 L 80 MC verbaut.